# Gabriel Volko
Gabriel Volko (26. října 1873 Kláštor pod Znievom-Lazany – 25. února 1960 Martin) byl slovenský a československý politik a senátor Národního shromáždění ČSR za Hlinkovu slovenskou ľudovou stranu.

## Biografie
Studoval na gymnáziu v Egeru a v Banské Bystrici, potom na obchodní akademii v Prešpurku. Působil jako obchodní pomocník v podniku svého otce v Rusku a v Polsku. Později byl bankovním úředníkem a ředitelem lokální banky v rodném Kláštoru pod Znievom. Angažoval se i politicky. V rámci Hlinkovy slovenské ľudové strany byl stoupencem slovenské autonomie.
V parlamentních volbách v roce 1925 získal senátorské křeslo v Národním shromáždění. Mandát obhájil v parlamentních volbách v roce 1929. V senátu setrval do roku 1935.
Profesí byl obchodníkem v Kláštoru pod Znievom. Po roce 1938 odešel z politiky.